# SS-Unterscharführer

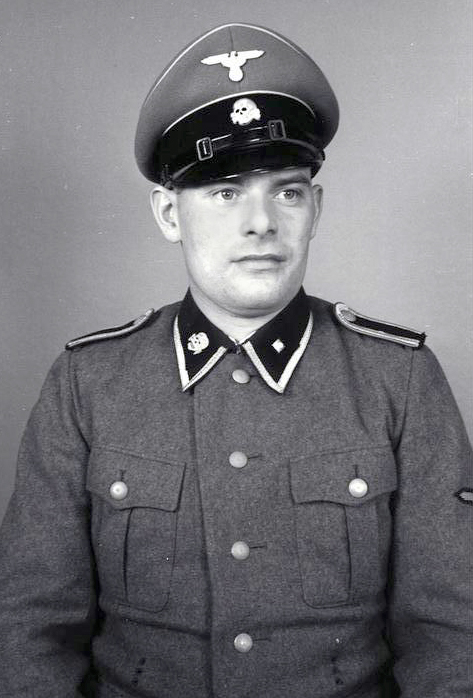
SS-Unterscharführer i koncentrationslägret Mauthausen.

SS-Unterscharführer var en grad inom det nazityska paramilitära SS, motsvarande furir inom armén. Graden instiftades kort efter de långa knivarnas natt 1934.

## SS-Unterscharführer i urval
- Arthur Breitwieser
- Pery Broad
- Hubert Gomerski
- Oskar Gröning
- Robert Jührs
- Helmut Kapp
- Erwin Lambert
- Alfrēds Riekstiņš
- Johann Schoberth
- Franz Suchomel
- Heinrich Unverhau
- Franz Schönhuber
- Gustav Münzberger

## Gradbeteckningar för Unterscharführer i Waffen-SS

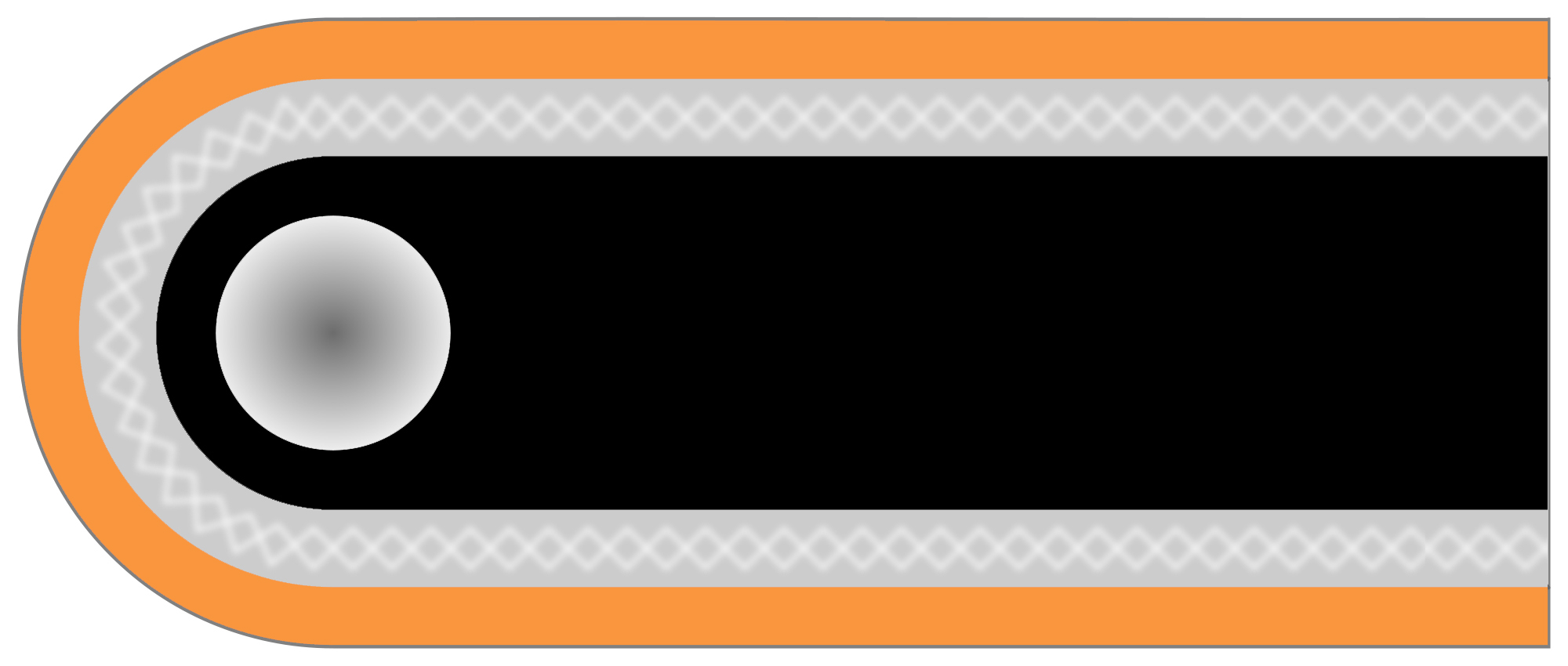
Axelklaff
Kragspeglar
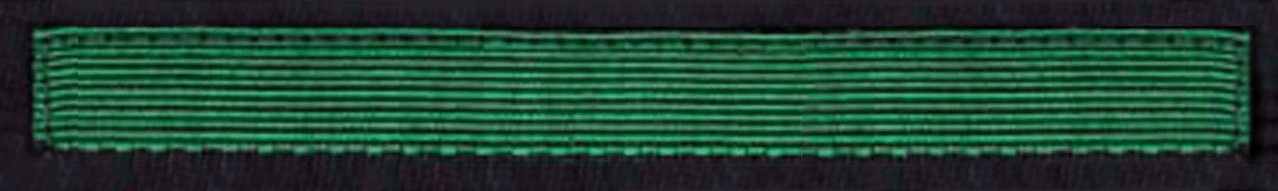
Kamouflage
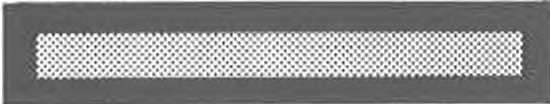
Kamouflage